# مساجد وجوامع البحرين قديما

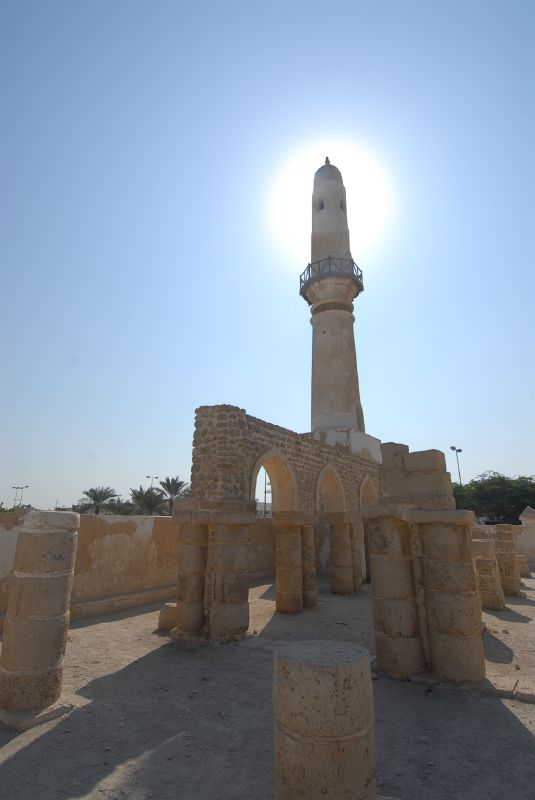
منارة مسجد الخميس

عرف عن أهالي مملكة البحرين منذ القدم تمسكهم بدينهم القويم وعرف عنهم التقوى والصلاح، فكان المجتمع البحريني المتحاب المتآلف مجتمعاً طاهراً وتقياً يحب الخير ويسعى لأى عمل طيب بالفطرة... ولقد شيد البحرينيون على مر القرون مساجد عديدة في أنحاء البحرين كافة.
لم يكن بناء المساجد في بدايات القرن الماضي من اختصاص الجهات الرسمية وهذا شائع في جميع بلدان الخليج العربي أنما تناط مسؤولية بناء المساجد إلى الأهالي،

## نفقات بناء المساجد قديما
لم يكن بناء المساجد في بدايات القرن الماضي من اختصاص الجهات الرسمية وهذا شائع في جميع بلدان الخليج العربي أنما تناط مسؤولية بناء المساجد إلى الأهالي فعندما يتفق أبناء المنطقة أو الحى (الفريج) على بناء مسجد لهم يقومون بجمع تكاليف بنائه ويتولى ذلك من يتوسمون فيه الثقة والمكانة الاجتماعية والتدين ويتم الحصول على مصادر بناء المسجد من عدة مصادر من أهلها الوجهاء والاعيان وتجار اللؤلؤ أو من التبرعات التي يجود بها الأهالي حيث دأب كثير من أهالي البحرين في التوصية قبل وفاتهم لتخصيص ثلث الأرض لعمل الخير وبناء المساجد وأيضاً تكون تكاليف بعض المساجد من مساهمات فردية من المقتدرين.... ويلاحظ أن معظم مساجد مملكة البحرين القديمة اتخذت أسماءها ممن قام وبذل مساعيه في جمع تكاليف البناء أو من تطوع أكثر بالدفع أو من أمام المسجد الذي يؤم المصلين أو من وقوع المسجد في فريج معين. لقد اتخذت مساجد مملكة البحرين القديمة الطابع الشرقي البسيط كما أنها كانت بسيطة البناء وتؤدى الغرض الذي أنشئت من أجله.

## البناء
ويقوم البناؤون البحرينيين المهرة بتشييد المساجد فهي تبنى على اياد بحرينية 100 بالمائة. وتجدر الإشارة بأن البنائين في السابق لا يتقاضون سوى اجور بسيطة في بناء المساجد وذلك طلباً للأجر وتقرباً لمرضاة الله. وكان يتم بناء المساجد في الماضي من الطين والصخر و (الفروش) وهو صخر بحرى مسطح وعريض وأسقفها من (الدنجل) و (المنجرور) وهذه المواد تستورد من الهند وشرق أفريقيا ومن الحصران السميكة التي تصنع بأيدي بحرينية.... أما الطين والجص والصخر فيستخدم للبناء بشكل عام. لقد كانت مساجد البحرين القديمة صغيرة بالحجم بمقارنتها بالجوامع الحالبة وأيضاً كانت غاية في البساطة بمكوناتها وفرشها (فالخلوة) وهي مكان للصلاة بداخل المسجد وتكون مفروشة بمفارش سعف النخيل والمعروفة ب (لإمداد) أو (الحصير) التي تصنع محلياً... وبخارج الخلوة يكون الرواق وهو مايطلق عليه باللغة العامية / الليوان / وهو جزء مسقوف ويأتي بعده الحوش وتؤدى الصلاة فيه أيام فصل الصيف كصلاة الفجر والمغرب والعشاء أما صلاة الظهر والعصر فتقام في الليوان. وفي فصل الشتاء تقام الصلاة بداخل الخلوة وذلك لعدم وجود الكهرباء والتكييف. يذكر أن الكهرباء قد أدخلت إلى مساجد البحرين لأول مره في الثلاثينيات من القرن الماضي مع اكتشاف النفط وبدء عصر التنمية واستخدمت في تلك الفترة للإضاءة فقط، اما المراوح فلم تدخل المساجد إلا في منتصف الخمسينيات من القرن الماضي وأدخلت أجهزة التكييف في المساجد في بداية السبعينيات من القرن الماضي، وكان أول مسجد تم تكييفه هو جامع الغاوي بالمحرق والذي شيده الحاج محمد الغاوي عام 1381هـ.وفي السابق لم يكن أئمة ومؤذنو المساجد يتم تعيينهم مثل الوقت الحاضر من قبل وزارة العدل والشؤون الإسلامية وإنما الأهالي هم الذين يتولون الإمامة والاذان وتنظيف المساجد ورعايتها والنظر إلى حوائجها ولوازمها بالإضافة إلى ترميمها، كما أن الأئمة والمؤذنين لايتاقضون رواتب فكان عملهم لوجه الله خالصاً. ويشيد لكل مسجد منارة صغيرة أو كبيرة كما هو معروف أو منارتين ويتم بناء رواشن (رفوف) لوضع المصاحف الشريفة. ويفرش حوش المسجد بالقواقع البحرية المتناهية في الصغر وهو مايطلق عليها / الصبان / وتجلب من شطأن البحر. وبزاويه من زوايا المسجد يحفر بئر ماء وهو مخصص للوضوء وأمام المتوضئين حوض يملأ بماء البئر. وقد طور البناؤون البحرينيون المساجد وأدخلوا عليها تحسينات مثل النقوش والعمارة الإسلامية الموجودة آنذاك. ويذكر المؤرخ محمد بن خليفة النبهاني في كتابه (التحفة النبهانية في تاريخ الجزيرة العربية) أنه يوجد في المحرق في القرن التاسع عشر 42 مسجداً وفي مدينه الحد 12 مسجداً ومثلها في مدينة المنامة. وقد حافظت مملكة البحرين على المساجد التاريخية مثل مسجد الخميس وهو أول مسجد شيد في جزيرة البحرين (أوال) وينسب إلى عهد الخليفة عمر بن عبد العزيز. كما تم ترميم المساجد كمسجد سيادي بمدينة المحرق الذي شيده تاجر اللؤلؤ قاسم سيادي في نهاية القرن التاسع عشر. كما افتتح في منتصف الثمانينيات من القرن الماضي جامع أحمد الفاتح في مدينة المنامة الذي يعد تحفه معماريه في العصر الحديث، ويضم هذا الصرح الإسلامي قاعات لتعليم وحفظ القران الكريم وقاعات للندوات والمحاضرات والاحتفالات في المناسبات التاريخية ويضم هذا الصرح مكتبه تضم الآلاف من الكتب والمراجع والمجلدات وبطون أمهات الكتب الإسلامية.وسمي هذا الصرح تخليداً للمغفور له الشيخ أحمد بن محمد ال خليفة الملقب بالفاتح الذي فتح البحرين عام 1783م.

## أهم المساجد والجوامع في مملكة البحرين
مسجد الخميس بني في عهد الخليفة عمر بن عبد العزيز
جامع الغاوي بني علي نفقه تاجر اللؤلؤ قاسم الغاوي في القرن التاسع عشر الميلادي
جامع ابل بني عام 1957م على نفقة الحاج احمد ابل
جامع الفاتح بني في عهد الشيخ عيسى بن سلمان آل خليفة امر البلاد في منتصف الثمانينات